# مهدی شرف‌الدین شوشتری
شیخ مهدی شرف الدین شوشتری (درگذشته ۱۳۵۳ خورشیدی) دانشمند و واعظ و مؤلف کتب دینی، یکی از علمای شوشتر است. 

## تالیفات
وی در زمینه ریاضیات، جبر، ستاره‌شناسی و فلسفه و همچنین در علوم غریبه چون رمل و اسطرلاب هم مطالعاتی دارد و کتبی نوشته است.

## تدریس
وی ۲۳ سال نیز در حوزه علمیه تدریس کرده است.

## درگذشت
وی در سال 1353 شمسی وفات می کند.